# 芒果娱乐
湖南芒果娱乐有限公司（简称：芒果娱乐）是芒果超媒快乐阳光（芒果TV）旗下娱乐传媒机构，由湖南广播电视台娱乐频道和天娱广告公司联合建立，于2014年创立，前身为1999年创立的湖南娱乐频道文化有限责任公司。芒果娱乐除经营艺人经纪以外，也积极参与影视投资与制作，综艺研发制作与投资等。其旗下推广机构为芒果营销。

## 旗下藝人

### 已解约或离开

#### 男艺人
- 周覓
- 韩承羽
- 李宏毅
- 李明霖
- 贾征宇（现为东洋天映影视文化有限公司旗下艺人）
- 唐禹哲
- 左溢

#### 女艺人
- 孙骁骁
- 袁雨萱（现为嘉行传媒旗下艺人）
- 依灵
- 关嬴(关关)
- 侯雯
- 沈夢辰（现为湖南卫视主持人）
- 靳梦佳（现为湖南卫视主持人）
- 李菲儿
- 刘芸（现为飞宝传媒旗下艺人）
- 李林蔚
- 程砚萩

## 影视作品

### 电视剧
| 首播           | 拍摄                         | 剧名                   | 合作公司 联合投资/承制/出品                                                                         | 参与演出                                     | 播放平台           |
| 2015年1月14日  | 2014                         | 只因单身在一起         | 芒果影视                                                                                            | 郑元畅、汪東城、徐璐、张馨予                 | 湖南卫视           |
| 2016年1月20日  | 2015                         | 尋找愛的冒險           | 芒果影视 天马途腾                                                                                   | 蒋劲夫、程砚萩、唐禹哲、陈翔、孙骁骁、温心   | 湖南卫视           |
| 2016年10月17日 | 2015                         | 欢喜密探               | 和润影业 华山论剑影视文化传媒 包贝尔工作室                                                          | 包贝尔、贾玲、王鸥、包文婧                   | 优酷               |
| 2017年7月9日   | 2016                         | 我们的少年时代         | 湖南卫视 时代峰峻 上象娱乐                                                                          | 唐禹哲、李菲儿、程砚萩、陈柯帆、文渝淇       | 湖南卫视           |
| 2017年8月16日  | 2016                         | 青春最好时             | 企鹅影视                                                                                            | 張雪迎、曾舜晞、王博文、赵珞然、吕小雨       | 腾讯视频           |
| 2018年5月16日  | 2017                         | 热血狂篮               | 爱奇艺 天浩盛世影业 芭乐传媒                                                                        | 佟梦实、邢菲、赵珞然、涂冰                   | 爱奇艺             |
| 2018年7月16日  | 2017                         | 流星花园               | 北京萌样影视制作有限公司 安乐（北京）电影发行有限公司 芒果影视 腾讯影业                             | 沈月、王鹤棣、官鸿、梁靖康、吴希泽           | 湖南卫视           |
| 2019年1月8日   | 2018                         | 小女花不弃             | 喀什飞宝文化传媒 完美影视                                                                           | 林依晨、张彬彬                               | 浙江卫视           |
| 2019年2月12日  | 2018                         | 逆流而上的你           | 左城右隅 东方前海 猫眼电影 五光十色影业                                                             | 马丽、潘粤明、孙坚、李乃文、黄梦莹、刘威葳   | 湖南卫视           |
| 2019年4月30日  | 2018                         | 出线了，初恋           | 艾德韦宣 湖南快乐阳光互动娱乐传媒                                                                   | 陈子由、郑合惠子、杨业明、李九霖、边一鸣     | 芒果TV             |
| 2019年8月27日  | 2017                         | 陆战之王               | 中国国际电视总公司 霍尔果斯挚友影业有限公司 芒果影视                                                | 陈晓、王雷、吴樾                             | 浙江卫视、东方卫视 |
| 2019年9月9日   | 2018年5月1日—2018年8月31日   | 你是我的答案           | 北京云端文化传媒有限公司                                                                            | 郭晓东、吴谨言、赵顺然、潘时七、苗驰、孙嘉俊 | 湖南卫视           |
| 2019年9月22日  | 2018年5月27日—2018年10月25日 | 激荡                   | 万达影视东阳新媒诚品 上海新文化传媒                                                                 | 任重、郭晓东、李念、车晓                     | 湖南卫视           |
| 2019年10月23日 | 2019年                       | 初戀那件小事           | 沣禾汇文化传媒有限公司                                                                              | 賴冠霖、趙今麥                               | 湖南卫视           |
| 2019年11月25日 | 2018年5月1日—2018年8月31日   | 《極速救援》           | | 張赫、王佳、魏哲鳴                           | 湖南卫视           |
| 2020年3月30日  | 2017年11月26日—2018年2月28日 | 爱情的开关             | 企鹅影视 悦凯影视                                                                                   | 熊梓淇、赖雨濛、董力、赵珞然                 | 湖南卫视           |
|                | 2016                         | 欢喜猎人               | 包贝尔工作室 大碗娱乐 一响天开文化                                                                  |                                              |                    |
|                | 2017                         | 幸福的理由             | 青春你好传媒 海润影视 花花草草传媒                                                                  |                                              |                    |
|                | 2017                         | 伪装者II：深海         | 山东影视制作股份有限公司 北京捷成世纪数码科技有限公司 湖南芒果娱乐有限公司 西安嘉博文化传媒有限公司 | 刘恺威、李菲儿、曹炳琨、彭冠英、金晖         |                    |
|                | 2020                         | 冰雨火                 | 优酷 芒果超媒 光璟影视 二十四格 联合拍摄： 云南省公安厅 湖南省公安厅 西双版纳傣族自治州公安局       | 陈晓、王一博、王劲松、赵昭仪、刘奕君、郭晓婷 |                    |
|                | 筹备中                       | 我的男友是条鱼         | |                                              |                    |
|                | 筹备中                       | 我们的少年时代2        | |                                              |                    |
|                | 筹备中                       | 天下                   | 网易影业 工夫影业                                                                                   |                                              |                    |
|                | 筹备中                       | 滚蛋吧！肿瘤君         | |                                              |                    |
|                | 筹备中                       | 季凉川，爱了你这么多年 | |                                              |                    |
|                | 筹备中                       | 丝路猎鹰               | |                                              |                    |
|                | 筹备中                       | 还珠格格               | 大白小黑影视 腾讯影业                                                                               |                                              |                    |
|                | 筹备中                       | 袁隆平                 | |                                              | 湖南卫视           |

### 话剧
| 巡演                | 剧名               | 合作公司 联合投资/出品 | 参与演出 |
| 2015年10月30日      | 只因单身在一起     | 上象文化发展有限公司   |          |
| 2017年12月22日-31日 | 我与世界只差一个你 | 上海亭东影业           |          |

### 网剧/境外剧
| 首播                                            | 拍摄   | 剧名                   | 合作公司 联合投资/承制/出品                                      | 参与演出 | 播放平台    |
| 2016年9月19日（第一季） 2017年1月11日（第二季） | 2016   | 别那么骄傲             | 优酷                                                             | 佟梦实   | 优酷        |
| 2016年11月14日                                  | 2016   | 最佳情侣               | 阿里数娱                                                         |          | 优酷        |
| 2016年8月29日                                   | 2016   | 月之戀人－步步驚心：麗 | NBC環球集團 YG娛樂 The Wind That Carries Wishe Barami Bunda inc. |          | 优酷 SBS TV |
| 2017年1月26日                                   | 2017   | 师任堂                 | 英皇娛樂 GROUP EIGHT 8                                           |          | SBS TV      |
|                                                 | 筹备中 | 怪力少女罗曼史         |                                                                  |          |             |
|                                                 | 筹备中 | 与世界初相见           |                                                                  |          |             |

### 电影
| 上映年份       | 拍摄 | 剧名                 | 合作公司 联合投资/出品 | 参与演出                                   |
| 2015年12月31日 | 2014 | 唐人街探案           | 万达影视传媒有限公司 上海骋亚影视文化传媒有限公司 合一影业有限公司 北京宝亿嵘影视传媒有限公司 时尚星光（北京）文化传媒有限公司 真爱（上海）影视文化传媒有限公司 北京影行天下文化传播有限公司 | 張大大                                     |
| 2016年8月12日  | 2015 | 那件疯狂的小事叫爱情 | 英皇北京文化 万达影业 英皇娛樂 一壹传媒 千里同乐 英皇電影 浙江乐颂 |                                            |
| 2016年12月23日 | 2015 | 铁道飞虎             | 耀莱影视文化传媒有限公司 上海电影（集团）有限公司 北京功做事影视文化有限公司 |                                            |
| 2018年2月14日  | 2018 | 西游记·女儿国        | 星皓影业有限公司 | 郭富城、馮紹峰、赵丽颖、小沈阳、罗仲谦     |
| 2019年2月5日   | 2018 | 流浪地球             | 中国电影股份有限公司 北京京西文化旅游股份有限公司 北京登峰国际文化传播有限公司 郭帆文化传媒                                                                                                  | 吴京、屈楚萧、李光洁、吴孟达、赵今麦、隋凯 |
| 2019年9月12日  | 2018 | 小小的愿望           | 福建恒业影业有限公司 内蒙古恒业牧马人影视文化传播有限公司 幸福蓝海 | 彭昱畅、王大陆、魏大勋、曾梦雪             |

### 网络电影
| 上映年份      | 拍摄   | 剧名           | 合作公司 联合投资/出品           | 参与演出                           | 播放平台     |
| 2017年3月     | 2017   | 绝望者游戏     | 合一影业                         | 向沛林、晏维、陈孟奇、吕小雨、李宁 | 优酷         |
| 2017年11月3日 | 2017   | 识色，幸也     | 北京顺耀天视影视文化传播有限公司 | 范逸臣、黄奕、沈夢辰、韩承羽       | 爱奇艺、腾讯 |
| 2018年5月24日 | 2017   | 出走人生电台   | 长沙队战网络科技有限公司         | 苗驰、姜卓君、黄垲翔、喻美壬       | 爱奇艺       |
| 2018年8月17日 | 2018   | 嗳！人鱼君     | 合一影业                         | 谭盐盐、陈孝良、千喆、金雨锋       | 优酷         |
| 2018年8月23日 | 2017   | 荒村·浮生若梦  |                                  | 文渝淇、冯青                       | 爱奇艺       |
|               | 2017   | 搏击少年       | 合一影业                         | 龚子棋、蒋林伶、李宁、傅晓、千喆   | 优酷         |
|               | 筹备中 | 西游摇滚记     |                                  |                                    |              |
|               | 筹备中 | 我们的少年时代 |                                  |                                    |              |
|               | 筹备中 | 401磅青春      |                                  |                                    |              |
|               | 筹备中 | 男主大甩卖     |                                  |                                    |              |

### 栏目剧/纪录片
| 上映日期      | 拍摄   | 剧名     | 合作公司 联合投资/出品 | 参与演出                                 | 播放平台               |
| 2018年1月6日  | 2017年 | 大城小爱 |                        | 晏维、潘潘、冯青、谢绿路、喻美壬、齐思钧 | 辽宁广播电视台都市频道 |
| 2019年7月29日 | 2019年 | 后会有期 |                        |                                          | 湖南卫视               |

## 综艺节目
- 周一见1、2、3季
- 味道（湖南卫视美食短片纪实节目）
- 实习鬼吹灯
- 真的假不了
- 闪亮的爸爸
- Hello，女神
- 超次元偶像
- 大人张榜啦
- 三宝大战诸葛亮
- 次元星计划（筹备中）
- 亮出一道菜（筹备中）
- 音乐老友记（筹备中）

## 文艺晚会
- 黄子韬PROMISE巡回演唱会